# Gert Fredriksson
Gert Fredriksson (Nicopinga, Sudermânia, 21 de novembro de 1919 – Nicopinga, Sudermânia, 5 de julho de 2006) foi um canoísta sueco especialista em provas de velocidade.

## Carreira
Foi vencedor das medalhas de Ouro em K-1 1000 m em Londres 1948, Helsínquia 1952 e Melbourne 1956, vencedor das medalhas de Ouro em K-1 10000 m em Londres 1948 e Melbourne 1956, vencedor da medalha de Ouro em K-2 1000 m em Roma 1960, vencedor da medalha de Prata em K-1 10000 m em Helsínquia 1952 e da medalha de Bronze em K-1 1000 em Roma 1960.